# Grammy for bedste solo-vokale rockpræstation
Grammy for Best Rock Vocal Performance, Solo er en amerikansk pris der uddeles af Recording Academy for årets bedste udgivelse af en rock-sanger. Prisen går til sangeren. Prisen har været uddelt siden fem gange: i 1988, 1992, 1994, 2005 og 2006. 
Normalt uddeles separate priser for mandlige (Best Male Rock Vocal Performance) og kvindelige (Best Female Rock Vocal Performance) sangere. I de fire nævnte år er disse to priser blevet kombineret til en enkelt pris til den bedste sanger.

## Modtagere af Grammy for Best Rock Vocal Performance, Solo
- 2008: Bruce Springsteen for "Radio Nowhere"
- 2007: Bob Dylan for "Someday Baby"
- 2006: Bruce Springsteen for "Devils and Dust"
- 2005: Bruce Springsteen for "Code of Silence"

- 1994: Meat Loaf for "I'd Do Anything for Love (but I Won't Do That)"
- 1992: Bonnie Raitt for "Luck of the Draw"
- 1988: Bruce Springsteen for "Tunnel of Love"